# What More Can I Say?
What More Can I Say? ist das Debütalbum der New Yorker Hip-Hop-Gruppe Audio Two.

## Entstehung
Nachdem die beiden Brüder Nat (DJ Gizmo) und Kirk (Milk Dee) Robinson beim Musiklabel ihres Vaters Nat Robinson Sr., First Priority Music, unter Vertrag genommen worden waren, brachten sie zusammen mit Daddy O (Glenn Bolton) von Stetsasonic 1987 die Single Make It Funky / Top Billin’ heraus. Speziell der B-Seite Top Billin’ wird in der Hip-Hop-Szene eine besondere Credibility zugesprochen. Der Song, der sich selbst bei der Funknummer Impeach the President von den Honeydrippers aus dem Jahre 1973 bedient, wurde unter anderem von Dr. Dre, R. Kelly, Jay-Z, The Notorious B.I.G. und 50 Cent gesampelt. Der Erfolg der Single führte für das unabhängige Label First Priority Music zu einem Vertriebsvertrag mit dem Majorlabel Atlantic Records. Auch an dem folgenden Album What More Can I Say? war Daddy O als Komponist des titelgebenden Stücks sowie als Koproduzent der als Single veröffentlichten Titel Make it Funky und Top Billin’ beteiligt.

## Erfolg
Das Album hatte nur mittleren Erfolg. Es platzierte sich in den amerikanischen Billboard 200 lediglich auf Platz 185 und auf Platz 45 der Top R&B Albums.

## Rezeption
Andy Kellmann von Allmusic hält keinen der beiden Brüder für überdurchschnittliche Rapper und sieht in Top Billin’ das herausragende Stück des Albums. Paul Nash beschreibt das Album für Trouser Press als „langweilig“ („dull“). Der Titel „Top Billin’“ wurde 1992 von MC Lyte gecovert und von mehreren namhaften Hip-Hop-Musikern gesampelt.

## Titelliste
1. Top Billin’ – 2:52
2. What More Can I Say? – 4:39
3. When the 2 Is on the Mic – 3:19
4. I Like Cherries – 3:51
5. I Don’t Care – 4:04
6. Giz Starts Buggin’ – 3:08
7. Make It Funky – 5:02
8. Hickeys Around My Neck – 3:49
9. Put It 2 Music – 1:10
10. Top Billin’ (Instrumental) – 3:00
11. The Questions – 3:01